# عباس آقازاده
عباس آقازاده (ترکی آذربایجانی: Abbas Ağazadə؛ زادهٔ ۱۰ فوریهٔ ۱۹۹۹) بازیکن فوتبال اهل جمهوری آذربایجان است.